# Historiografia nacionalista
Historiografia nacionalista é uma forma de historiografia que se distingue da historiografia nacional por buscar as origens da nação em um passado mítico remoto e reconstituir os acontecimentos subsequentes como uma trajetória inevitável rumo ao Estado-nação atual. Trata-se de uma abordagem teleológica da história, que teve seu auge na Europa do século XIX, quando muitos Estados modernos foram formados, mas que ainda hoje se manifesta com frequência em mídias populares e como ferramenta retórica de políticos nacionalistas.
Historiografia é o estudo de como a história é escrita. Uma influência generalizada na escrita da história foi o nacionalismo, um conjunto de crenças sobre legitimidade política e identidade cultural. O nacionalismo forneceu uma estrutura significativa para a escrita histórica na Europa e nas ex-colônias influenciadas por modelos europeus desde o século XIX. Os manuais escolares, por exemplo, costumam seguir o modelo nacionalista, centrando-se no surgimento, nas experiências e nos êxitos das forças do nacionalismo.
A transição entre a historiografia nacional e a nacionalista não apresenta limites rígidos: mesmo a forma nacional pode, em muitos casos, apoiar-se em perspectivas etnocêntricas. No entanto, enquanto a historiografia nacional frequentemente busca elementos de coesão, a historiografia nacionalista tende a enfatizar as diferenças e a minimizar a presença e a influência de grupos como mulheres, minorias étnicas e populações marginalizadas.

## Origens
Os séculos XVIII e XIX testemunharam o surgimento de diversas ideologias nacionalistas. O historiador John Breuilly observa que a "base histórica do nacionalismo foi reforçada pelos seus laços estreitos com o surgimento da escrita histórica acadêmica profissional".
Na França durante a Revolução Francesa, construiu-se uma identidade nacional que vinculava o povo comum aos gauleses. Na Alemanha, historiadores e humanistas como Johann Gottfried von Herder e Johann Gottlieb Fichte identificaram uma identidade linguística e cultural comum à nação alemã, que se tornou a base de um movimento político em prol da unificação dos diversos estados fragmentados que compunham a Prússia.
Um dos desdobramentos historiográficos mais significativos desse nacionalismo alemão foi a fundação da Sociedade para o Estudo da Antiga História Alemã (Gesellschaft für ältere deutsche Geschichtskunde), que patrocinou a edição de uma vasta coleção de documentos históricos: a Monumenta Germaniae Historica (MGH). Os responsáveis pelo projeto definiram a "história alemã" de modo amplo, incluindo documentos provenientes de regiões onde povos de língua alemã haviam vivido ou governado. Dessa forma, materiais da Itália, França e do Báltico também foram incorporados ao acervo da MGH.
O modelo de pesquisa histórica e linguística detalhada das origens nacionais estabelecido pelos fundadores da Monumenta Germaniae Historica foi amplamente replicado em toda a Europa. Nesse contexto, os fenômenos históricos passaram a ser interpretados em função do desenvolvimento do Estado-nação — projetando a existência do Estado atual no passado. As histórias nacionais foram então ampliadas para abarcar tudo o que ocorrera dentro dos limites mais extensos da expansão de uma nação, chegando a transformar até caçadores-coletores da cultura musteriana em antecessores diretos de franceses modernos. Por outro lado, processos históricos que ultrapassavam fronteiras nacionais ou envolviam múltiplos países passaram a ser ignorados ou reinterpretados a partir de perspectivas estritamente nacionalistas e paroquiais.[carece de fontes?]
Os esforços desses historiadores do século XIX forneceram as bases intelectuais para justificar tanto a criação de novos Estados-nação quanto a expansão dos já existentes. Como Georg Iggers observa, muitos desses estudiosos eram marcadamente tendenciosos e "recorriam aos arquivos para encontrar provas que sustentassem seus preconceitos nacionalistas e de classe, conferindo-lhes assim uma aura de autoridade científica". Paul Lawrence corrobora essa leitura, destacando que, mesmo no caso de nacionalismos ainda desprovidos de Estado, os historiadores "frequentemente buscavam construir uma base histórica para as reivindicações de nacionalidade e independência política de entidades que ainda não existiam".

## Profundidade temporal e etnicidade
Uma das dificuldades enfrentadas por qualquer história nacionalista reside na natureza mutável da etnicidade. O fato de que uma nação pode se transformar em outra ao longo do tempo — seja por divisão, como ocorre na colonização, ou por fusão, por meio de processos de sincretismo e aculturação — já era reconhecido, ainda que de forma implícita, por escritores da Antiguidade. Heródoto descreve os armênios como colonos dos frígios, o que sugere que, à sua época, grupos considerados distintos tinham uma origem comum. Ele também menciona que os atenienses estavam apenas começando a ser contados entre os helenos, indicando que um povo originalmente pelasgo havia adquirido identidade grega com o tempo. Já os alamanos são retratados por cronistas posteriores como um agrupamento de várias tribos que, gradualmente, formaram uma identidade coletiva. Todos esses processos se inserem no conceito de etnogênese.
Na Antiguidade, era comum que grupos étnicos atribuíssem sua origem — ou a de suas dinastias governantes — a figuras fundadoras divinas ou semidivinas oriundas de um passado mítico. Um exemplo é o dos anglo-saxões, que faziam remontar suas linhagens a Woden; casos como esse são abordados pela teoria do evemerismo. Na era moderna, essas etiologias míticas foram substituídas, em narrativas nacionalistas, por tentativas de vincular o grupo étnico a origens tão antigas quanto possível, muitas vezes reconstruídas com base em evidências da arqueologia ou da filologia, e não por tradição contínua. É o caso dos armênios, que reivindicam descendência dos urartianos; dos albaneses, que traçam suas raízes até os pelasgos, supostamente incluindo também ilírios, epirotas e antigos macedônios; e dos georgianos, que afirmam ter origem nos mushki. Todos esses povos são conhecidos apenas por meio de fontes antigas ou achados arqueológicos.

## Nacionalismo e história antiga
Ideologias nacionalistas frequentemente recorrem a resultados da arqueologia e da história antiga como instrumentos de propaganda, muitas vezes distorcendo-os significativamente para adaptá-los a seus objetivos. Com isso, cultivam-se mitologias e um misticismo nacional que reforçam a identidade coletiva. Frequentemente, esse processo envolve a identificação acrítica de um grupo étnico contemporâneo com povos antigos — ou mesmo pré-históricos — conhecidos apenas por meio de evidências arqueológicas. Essas reivindicações podem ser aceitas como plausíveis por setores da historiografia ou rejeitadas como pseudoarqueologia. O ponto central, geralmente assumido de forma implícita, é a crença de que é possível derivar orgulho nacionalista a partir de populações antigas não lembradas pela tradição viva, mas apenas conhecidas por vestígios materiais ou registros epigráficos.
Exemplos incluem curdos que se identificam com os medos; albaneses que reivindicam descendência dos pelasgos; búlgaros que se associam aos trácios; e propaganda iraquiana que invoca as civilizações da Suméria e da Babilônia. Também há os georgianos que se dizem descendentes dos mushki. Todos esses grupos são conhecidos apenas por meio de fontes clássicas ou achados arqueológicos. Em casos mais extremos, nacionalistas ignoram completamente o processo de etnogênese e atribuem a identidade de seu próprio grupo moderno a etnias antigas escassamente documentadas, conhecidas apenas pela transmissão textual ou escavação.
Historicamente, diversas hipóteses sobre o Urheimat dos proto-indo-europeus tornaram-se objeto de orgulho nacional ou patriótico, independentemente de sua plausibilidade acadêmica. Alguns exemplos incluem:
- Nacionalismo albanês – defesa da origem pelasga, que incluiria também ilírios, epirotas e antigos macedônios;
- Nacionalismo romeno – ênfase no dacianismo ou na chamada dacomania;
- Nacionalismo grego – afirmação de origens gregas para os antigos trácios, ilírios e para a minoica;
- Ideologias nórdicas – defesa de origens arianas no norte da Europa, presentes no misticismo germânico, nazista e na Ahnenerbe;
- Sarmatismo lituano – tentativa de vincular os lituanos aos godos, sármatas e outros povos da Europa Oriental;
- Panturquismo e neoeurasianismo – defesa de origens míticas da humanidade ou da cultura na Ásia Central, como na Teoria da Linguagem Solar e no caso de Arkaim;
- Nacionalismos eslavos – incluindo o sarmatismo polonês, o macedonismo, o movimento ilírio, a tracomania e outras correntes similares;[15]
- Nacionalismo esloveno – com base na teoria da origem vêneta;
- Nacionalismo armênio – com narrativas que associam a Armênia antiga a Subartu e à Suméria;
- Antiquização macedônia – tentativa de estabelecer continuidade direta entre a Macedônia antiga e a moderna Macedônia do Norte;
- Arianismo indígena indiano – teoria segundo a qual os indo-europeus teriam se originado no sul da Ásia Meridional, e não na Europa Oriental.

## Crítica historiográfica ao nacionalismo
Durante muito tempo, o nacionalismo foi amplamente considerado a forma "natural" de organizar os Estados e de interpretar o passado. A nacionalização da história tornou-se tão hegemônica que, por muito tempo, foi praticamente invisível aos próprios historiadores. A partir da segunda metade do século XX, no entanto, intelectuais como Ernest Gellner, Benedict Anderson e Anthony D. Smith passaram a analisar criticamente o nacionalismo e seu impacto na produção do conhecimento histórico. Historiadores começaram, então, a se perguntar como essa ideologia moldou a escrita da história e a construção das identidades coletivas.
Anthony D. Smith, por exemplo, aplica o conceito de historicismo para descrever uma crença crescente no nascimento, crescimento e decadência de povos e culturas específicos — uma ideia que, nos séculos XVIII e XIX, tornou-se "cada vez mais atraente como estrutura para investigar o passado e o presente e [...] um princípio explicativo na elucidação do significado de eventos, passados e presentes".
Ao se dirigir a uma plateia de antropólogos, Eric Hobsbawm destacou o papel central do historiador no desenvolvimento do nacionalismo:
Os historiadores são para o nacionalismo o que os cultivadores de papoula no Paquistão são para os viciados em heroína: fornecemos a matéria-prima essencial para o mercado. Nações sem passado são uma contradição em termos. O que constitui uma nação é o passado; o que a justifica diante de outras nações é o passado — e somos nós, os historiadores, que o produzimos. Assim, minha profissão, que sempre esteve entrelaçada com a política, torna-se um componente essencial do nacionalismo.

O polêmico livro de Martin Bernal, Black Athena (1987), também abordou a relação entre historiografia e nacionalismo. Bernal argumenta que a narrativa tradicional sobre a Grécia Antiga foi moldada por nacionalismos e etnocentrismos europeus, e que as influências de culturas não gregas e não indo-europeias sobre a civilização grega foram sistematicamente marginalizadas.
De forma contundente, o historiador medieval Patrick J. Geary sintetizou os efeitos desse processo:
O estudo moderno da história nasceu no século XIX, concebido e desenvolvido como um instrumento do nacionalismo europeu. Como ferramenta da ideologia nacionalista, a história das nações da Europa foi extremamente bem-sucedida — mas transformou nossa compreensão do passado em um depósito de resíduos tóxicos, saturado pelo veneno do nacionalismo étnico, que se infiltrou profundamente na consciência popular.

## Por país
Historiografias nacionalistas emergiram em diversos contextos e têm sido objeto de análises acadêmicas específicas.

### Cuba
Em 2007, Kate Quinn analisou os rumos da historiografia nacionalista cubana, especialmente no período pós-revolucionário.

### Indonésia
Em 2003, Rommel Curaming propôs uma releitura crítica da historiografia nacionalista indonésia, destacando suas tensões internas e limites interpretativos.

### Coreia do Sul
A historiografia nacionalista na Coreia do Sul foi objeto de estudo de Kenneth M. Wells, que em 2001 investigou suas implicações políticas e culturais no contexto da dissolução da Shin'ganhoe.

### Tailândia
Patrick Jory, em 2003, examinou criticamente os problemas da historiografia nacionalista contemporânea na Tailândia.

### Zimbábue
Em 2004, Terence Ranger observou o surgimento de uma narrativa oficial conhecida como "história patriótica", promovida pelo regime de Robert Mugabe como forma de legitimar o poder e moldar o imaginário nacional.